# Bad Sisters
Bad Sisters è una serie televisiva irlandese del 2022 creata da Sharon Horgan, Dave Finkel e Brett Baer, distribuita da Apple TV+ e basata sulla serie televisiva fiamminga Clan.
Nel novembre 2022 è stata ufficialmente rinnovata per una seconda stagione. La seconda stagione è dunque stata realizzata nel 2023-24, e poi presentata su Apple TV+ a partire dal novembre 2024.

## Trama
La trama si sviluppa su due piani temporali. Nel passato, Eva, Ursula, Bibi e Becka Garvey sono molto preoccupate per la sorella Grace, il cui marito John Paul controlla ogni aspetto della sua vita e minaccia e ricatta le cognate. Le quattro sorelle decidono dunque di eliminarlo per salvare Grace.
Nel presente due assicuratori cercano di chiarire le circostanza della morte di John Paul interrogando le cognate del defunto per scoprire la verità.

## Episodi
| Stagione         | Episodi | Prima TV originale | Prima TV Italia |
| ---------------- | ------- | ------------------ | --------------- |
| Prima stagione   | 10      | 2022               | 2022            |
| Seconda stagione | 8       | 2024               | 2024            |

## Personaggi e interpreti
- Eva Garvey, interpretata da Sharon Horgan.
- Grace Garvey (ep. 1-12), interpretata da Anne-Marie Duff.
- Ursula Flynn, interpretata da Eva Birthistle.
- Bibi Garvey, interpretata da Sarah Greene.
- Becka Garvey, interpretata da Eve Hewson.
- Thomas Claffin, interpretato da Brian Gleeson.
- Matthew Claffin, interpretato da Daryl McCormack.
- Gabriel, interpretato da Assaad Bouab.
- John Paul Williams (stagione 1), interpretato da Claes Bang.

## Produzione
Nel settembre 2021 è stato annunciato che Sharon Horgan avrebbe prodotto, sceneggiato e interpretato una serie televisiva per Apple TV+ intitolata Emerald (poi ribattezzata Bad Sisters). Le riprese principali sono avvenute tra Dublino, Belfast, Malahide, Howth, Sandycove e Forty Fort nell'estate e autunno del 2021.

## Distribuzione
Gli episodi della prima stagione sono stati distribuiti settimanalmente su Apple TV+ dal 19 agosto al 14 ottobre 2022. La seconda stagione invece è stata distribuita settimanalmente sempre su Apple TV+ a partire dal 13 novembre 2024.